# Morganucodon
Il morganucodonte (gen. Morganucodon) era un piccolo tetrapode spesso classificato tra i mammiferi primitivi, conosciuto allo stato fossile in terreni del Triassico superiore dell'Europa e dell'Asia.

## Un "topo" tra i dinosauri
Questo piccolo animale, della taglia di un topo domestico, è spesso ritenuto essere uno dei mammiferi più primitivi mai vissuti. Di certo è che, tra i mammaliformi del Triassico e del Giurassico, il morganucodonte è uno dei meglio conosciuti, grazie ai resti attribuiti alla specie M. oehleri rinvenuti nei riempimenti di fessura del Triassico superiore del Galles.
Questi resti includono uno scheletro ben conservato e in particolare un cranio, le cui ossa mandibolari e la  cui dentatura   costituita da molari superiori e inferiori combacianti  hanno contribuito fortemente nella classificazione di questo piccolo animale tra i mammiferi. Il morganucodonte, probabilmente, era un animale dai costumi notturni che predava insetti e altri invertebrati.

## Etimologia
In Greco significherebbe "il dente di Morgan", ma più probabilmente, il nome Morganucodon deriva dalla latinizzazione di Morgannwg, il nome gallese della contea di Glamorgan dove fu rinvenuto per la prima volta da Walter Georg Kühne. Significherebbe quindi "il dente di Glamorgan".